# نارنده
نارنده، روستایی از توابع بخش کوهین شهرستان قزوین در استان قزوین ایران است.

## جمعیت
این روستا در دهستان ایلات قاقازان شرقی قرار دارد و براساس سرشماری مرکز آمار ایران در سال ۱۳۸۵، جمعیت آن ۸۳ نفر (۳۵خانوار) بوده‌است.